# Давид Вия
Давѝд Виля Са̀нчес (на испански: David Villa Sánchez, [daˈβið ˈβiʎa ˈsantʃeθ]) е бивш испански футболист, роден на 3 декември 1981 година. Дебютира в професионалния футбол през 2000 г. за родния Спортинг Хихон, състезаващ се тогава в Сегунда дивизион. През 2003 г. Виля преминава в Реал Сарагоса, където изиграва два сезона. През 2005 г. преминава във Валенсия, като клуба плаща рекордните 12 милиона евро. Във Валенсия Виля се утвърждава като един от най-добрите голмайстори в света. На 19 май 2010 г. е купен от Барселона за 40 млн. евро. Виля изиграва 3 сезона в Барселона, където печели всички турнири на клубно ниво. През сезон 2013 – 14 играе в Атлетико Мадрид, след което напуска европейската футболна сцена, за да се присъедини към Ню Йорк Сити.
Виля дебютира за националния отбор на Испания през 2005 г. Участва на световното първенство по футбол през 2006 г. като отбелязва 3 гола. На европейското първенство през 2008 г. Виля вече е утвърден голмайстор и неизменна част от стартовия състав, вкарва 4 гола, ставайки голмайстор на първенството, а Испания става европейски шампион. През 2010 г. Виля става световен шампион и получава Сребърна обувка на Световното първенство в Южна Африка за петте гола, които отбелязва. Виля е футболистът с най-много голове за Испания – 59.

## Детство
Давид Вия е роден в Лангрео, малък град в областта Астурия, северна Испания. Баща му – Хосе Мануел Вия – е миньор. На четири години Давид чупи бедрената кост на десния си крак, което кара баща му да укрепва левия му крак. Впоследствие се излекува напълно, като вече борави еднакво добре и с двата крака. Давид Вия си спомня незаменимата подкрепа на баща си: „Подхвърляше ми топката отново и отново и ме караше да я ритам с десния си крак, тъй като левия беше в гипс. Не си спомням тренировка, на която баща ми да не е присъствал. Никога не съм бил сам на игрището.“ Вия признава, че е бил напът да се откаже от футбола на 14-годишна възраст, тъй като е бил разочарован от треньора си. Благодарение на куража, който родителите му му дават, той продължава да преследва мечтата си да стане професионален футболист, осъзнавайки, че така може да си изкарва хляба. „Бях никой. Не печелех дори едно пени и след като цял сезон стоях на резервната скамейка, исках просто да се махна и да играя с приятелите си“, казва Вия. „Но баща ми винаги ме подкрепяше и ми вдигаше духа.“

## Клубна кариера

### Спортинг ХихониРеал Сарагоса
Много астурийски отбори се интересували от Вия, но Реал Овиедо – един от по-големите отбори в Астурия, заявил, че Давид е твърде нисък и едва ли има потенциал да стане голям футболист. В крайна сметка той прави професионалния си дебют в Спортинг Хихон през сезон 2000 – 2001.
През лятото на 2003 г. преминава в Реал Сарагоса за 3 милиона евро, като вкарва 17 гола в първия си сезон. През 2004 г. отборът печели Купата на краля, като побеждава Реал Мадрид на финала с резултат 3 – 2. Давид Вия вкарва втория гол за Сарагоса от дузпа.

### Валенсия
През лятото на 2005 г. Вия е купен от ФК Валенсия за 12 милиона евро. Дебютът му в лигата като играч на Валенсия е на 27 август срещу Реал Бетис. На 23 октомври Вия вкарва победния гол срещу Реал Мадрид в мач, изигран на Сантяго Бернабеу, а на 12 февруари 2006 г. се разписва срещу Барселона при победата с 1 – 0. Вкарва първия си хеттрик на 23 април 2006 г. срещу Атлетик Билбао в интервал от само 5 минути; един от най-бързите хеттрикове в историята. С 25-те си гола в 35 мача Вия става вторият най-резултатен играч в лигата за сезон 2005 – 2006, като голмайстор става Самуел Ето'о от Барселона.
Вия продължава с доброто си представяне и през следващия си сезон. Вкарва 16 гола в Примера Дивисион. Дебютира в Шампионска лига, където отборът достига до четвъртфинал. На осминафинала Валенсия се изправя срещу ФК Интер. В първия мач Вия вкарва гол от пряк свободен удар. „Вия ги е накарал да изглеждат като идиоти.“ – казва един от защитниците на Интер. Опонент на Валенсия на четвъртфинала е лондонският Челси. Вия участва и двата мача, но не успява да вкара гол. Челси печели с общ резултат 3 – 2.
Сезон 2007 – 2008 не е лесен нито за Вия, нито за съотборниците му. Рано през сезона треньорът им е уволнен и е заменен от Роналд Куман. Въпреки че успява да спечели Купата на краля, Куман е уволнен на 22 април 2008 г. заради слаби резултати в лигата и е заменен от Унай Емери. През този сезон Давид вкарва 18 гола и подписва нов 6-годишен договор с клуба до 2014 г. Вия вкарва 2 гола в груповата фаза на Шампионска лига – срещу Шалке 04 и Челси, но Валенсия се класира на последно място и не продължава напред. При стотния си мач в лигата за Валенсия Вия отбелязва хеттрик.
През лятото на 2008 г. Реал Мадрид се опитва да купи Давид Вия, но сделката се проваля и треньорът на Реал по това време – Бърнд Шустер, обвинява Вия, че „няма амбиции“. Вия отвръща с думите:„Амбицията във футбола няма нищо общо с устата, а с краката. След това той среща Реал Мадрид с екипа на Барселона и вкарва два кола при победа с 5-0 . Може да ме обвините в много неща – че имам лош ден, че съм пропуснал някой шанс, но винаги съм имал и ще имам амбиция. Мисля, че съм го доказал със Сарагоса, Спортинг и националния отбор.“ През октомври същата година Кака̀ хвали Вия като казва, че е „най-добрия испански футболист“, добавяйки, че „футболистът, с който най-много искам да играя, е Давид Вия от Валенсия.“ През този сезон Вия вкарва 28 гола в лигата.
През сезон 2009 – 2010 Валенсия достига четвъртфиналите на Лига Европа, където губи от Атлетико Мадрид с общ резултат 2 – 2 (0 – 0 в първия мач и 2 – 2 във втория, игран на стадиона на Атлетико Мадрид). На 4 май 2010 г. Вия изиграва последния си мач за Валенсия.

### Барселона
На 19 май 2010 г. Давид Вия подписва с Барселона за сумата от 40 милиона евро. При дебюта си в Примера Дивисион с тениската на Барселона на 29 август 2010 г. Вия вкарва първия си гол за клуба срещу Сантандер.На 29 ноември 2010г. Давид Вия отбелязва третият и четвъртият гол във вратата на Реал Мадрид при разгромната победа за Барселона с 5-0 .
На 27 декември 2010 г. Вия е обявен за Спортист на годината от Американската спортна академия, побеждавайки сънародника си, тенисиста Рафаел Надал. На 28 май 2011 г. Вия играе първия си финал в Шампионска лига срещу Манчестър Юнайтед. Мачът, изигран на Уембли, завършва 3 – 1 в полза на Барселона. Вия вкарва третия гол. След мача казва, че иска да посвети победата на „цялото си семейство, дъщерите ми и дъщерите на Пепе Рейна, които са ми като племеннички.“
През втория си сезон Давид получава тежка контузия на 15 декември 2011 г. и пропуска почти целия сезон. Завръща се в игра 8 месеца по-късно. Той играе първия си мач срещу Динамо Букурещ. Следващият му мач е срещу Реал Сосиедад. Барселона побеждават Сосиедад с 5 – 1, като 5-ият гол е вкаран от Вия. През зимния трансферен прозорец доста английски и италиански отбори се интересуват от Вия. Английските са Арсенал, Ливьрпул, Челси, Тотнъм, Суонзи и Манчестър Сити. Италианските са Ювентус и Интер, но ръководството, но Барселона не искат да продават Давид. Вия е готов да премине в Арсенал, тъй като придимно е резерва, но не се стига до сделка. През лятото Вия с трябва бъде продаден, защото договорът му изтича след сезон 2013/14. През зимния трансферен прозорец цената на Вия е 15 милиона евро, а през летния трансферен прозорец е около 10 милиона евро.

### Атлетико Мадрид
През лятото на 2013 г. след привличането на Неймар, Давид Вия преминава в Атлетико Мадрид за трансферната сума от 5,1 млн. евро, като Барса си запазват 50% от стойността на всеки негов следващ трансфер.

### ФК Ню Йорк Сити
През лятото на 2014 подписва с ФК Ню Йорк Сити, като до края на годината играе под наем във ФК Мелбърн Сити. През 2015 е избран за капитан на отбора от Ню Йорк.

## Национален отбор
Вия дебютира за националния отбор на Испания на 9 февруари 2005 г. при квалификацията за Световното първенство по футбол през 2006 г. срещу Сан Марино. Първия си гол вкарва при квалификацията срещу Словакия.

### Световно първенство, 2006г.
Вия вкарва два гола при победата с 4 – 0 над Украйна. Испания губи от Франция на осминафинал с резултат 1 – 3, като Вия вкарва гола за испанците.

### Европейско първенство, 2008г.
Испания печели първия си мач срещу Русия с 4 – 1, а Давид Вия вкарва хеттрик, като става едва седмия футболист, вкарал хеттрик на европейско първенство. В следващия мач вкарва победния гол срещу Швеция, благодарение на който Испания печели с 2 – 1. На четвъртфинала Испания отстранява Италия с дузпи. На полуфинал отборът отново среща Русия. Вия наранява бедрото си при изпълнение на свободен удар и е заменен от Сеск Фабрегас. Заради контузията Вия не участва на финала срещу Германия. Испания побеждава с 1 – 0 и така печели втората си европейска титла (първата е през 1964 г.). С четирите си гола Вия става голмайстор на турнира и печели Златна обувка.

### Световно първенство, 2010г.
Изненадващо, Испания губи първия си мач от Швейцария. Пет дни по-късно Испания побеждава Хондурас с 2 – 0; Вия вкарва и двата гола, но пропуска дузпа и не успява да запише хеттрик. Вия вкарва гол срещу Чили при победата с 2 – 1. Това е неговия шести гол на Световно първенство, което го нарежда на първо място сред реализаторите на Испания на световни първенства. Вия бележи на осминафинала срещу Португалия, а след това и на четвъртфинала срещу Парагвай. На полуфинала Испания отново печели с 1 – 0 срещу Германия с гол на Карлес Пуйол. Испания печели купата, побеждавайки Холандия с гол на Андрес Иниеста. Вия печели Сребърна обувка за петте си гола. Голмайстор става германецът Томас Мюлер, който също вкарва пет гола, но има на сметката си повече асистенции.

### Европейско първенство, 2012г.
Вия става голмайстор на квалификационната група за първенството със 7 гола, но контузия, която получава през декември 2011 г. не му позволява да се възстанови напълно преди старта на първенството и не попада в състава на Испания. Испания печели Евро 2012 след победа на финала с 4 – 0 над Италия.

### Световно първенство, 2014г.
След три поредни победи на големи първенства Испания се представя слабо на световното първенство през 2014 г., отпадайки в груповата фаза. Срещу Австралия Вия отбелязва своя 59-и гол за Испания, който е и негов девети гол на световни финали. Този мач се оказва и негов последен като национал.

## Личен живот
През 2003 г. Вия се жени за приятелката си от детството Патрисия Гонсалес, която също е била футболистка в тийнейджърските си години. Имат две дъщери – Зайда и Олая. Олая е кръстена на жената на Фернандо Торес, която е близка приятелка на Патрисия.
Идолите на Вия са Луис Енрике и Куини.
Давид често посещава благотворителни събития и се включва в кампаниите на УНИЦЕФ.

## Статистика

### Клубна кариера
| Клуб               | Сезон              | Шампионат | Шампионат | Купа   | Купа   | Континентални турнири1 | Континентални турнири1 | Други турнири2 | Други турнири2 | Общо   | Общо   |
| Клуб               | Сезон              | Мачове    | Голове    | Мачове | Голове | Мачове                 | Голове                 | Мачове         | Голове         | Мачове | Голове |
| ------------------ | ------------------ | --------- | --------- | ------ | ------ | ---------------------- | ---------------------- | -------------- | -------------- | ------ | ------ |
| Спортинг Хихон Б   | 1999 – 00          | 30        | 12        | —      | —      | —                      | —                      | —              | —              | 30     | 12     |
| Спортинг Хихон Б   | 2000 – 01          | 35        | 13        | —      | —      | —                      | —                      | —              | —              | 35     | 13     |
| Спортинг Хихон Б   | 2001 – 02          | 1         | 1         | —      | —      | —                      | —                      | —              | —              | 1      | 1      |
| Спортинг Хихон Б   | Общо               | 66        | 26        | —      | —      | —                      | —                      | —              | —              | 66     | 26     |
| Спортинг Хихон     | 2000 – 01          | 1         | 0         | —      | —      | —                      | —                      | —              | —              | 1      | 0      |
| Спортинг Хихон     | 2001 – 02          | 40        | 18        | 4      | 2      | —                      | —                      | —              | —              | 44     | 20     |
| Спортинг Хихон     | 2002 – 03          | 39        | 20        | 1      | 1      | —                      | —                      | —              | —              | 40     | 21     |
| Спортинг Хихон     | Общо               | 80        | 38        | 5      | 3      | —                      | —                      | —              | —              | 85     | 41     |
| Реал Сарагоса      | 2003 – 04          | 38        | 17        | 8      | 4      | —                      | —                      | —              | —              | 46     | 21     |
| Реал Сарагоса      | 2004 – 05          | 35        | 15        | 1      | 0      | 10                     | 3                      | 2              | 0              | 48     | 18     |
| Реал Сарагоса      | Общо               | 73        | 32        | 9      | 4      | 10                     | 3                      | 2              | 0              | 94     | 39     |
| Валенсия           | 2005 – 06          | 37        | 25        | 4      | 2      | 6                      | 1                      | —              | —              | 47     | 28     |
| Валенсия           | 2006 – 07          | 36        | 16        | 2      | 0      | 11                     | 5                      | —              | —              | 49     | 21     |
| Валенсия           | 2007 – 08          | 28        | 18        | 6      | 1      | 7                      | 3                      | —              | —              | 41     | 22     |
| Валенсия           | 2008 – 09          | 33        | 28        | 3      | 1      | 5                      | 1                      | 2              | 1              | 43     | 31     |
| Валенсия           | 2009 – 10          | 32        | 21        | 2      | 0      | 11                     | 7                      | —              | —              | 45     | 28     |
| Валенсия           | Общо               | 166       | 108       | 17     | 4      | 40                     | 17                     | 2              | 1              | 225    | 130    |
| Барселона          | 2010 – 11          | 34        | 18        | 5      | 1      | 12                     | 4                      | 1              | 0              | 52     | 23     |
| Барселона          | 2011 – 12          | 15        | 5         | 1      | 0      | 4                      | 3                      | 4              | 1              | 24     | 9      |
| Барселона          | 2012 – 13          | 28        | 10        | 5      | 5      | 10                     | 1                      | 0              | 0              | 43     | 16     |
| Барселона          | Общо               | 77        | 33        | 11     | 6      | 26                     | 8                      | 5              | 1              | 119    | 48     |
| Атлетико Мадрид    | 2013 – 14          | 36        | 13        | 2      | 1      | 7                      | 0                      | 2              | 1              | 47     | 15     |
| Атлетико Мадрид    | Общо               | 36        | 13        | 2      | 1      | 7                      | 0                      | 2              | 1              | 47     | 15     |
| Мелбърн Сити       | 2014 – 15          | 4         | 2         | 0      | 0      | 0                      | 0                      | 0              | 0              | 4      | 2      |
| Мелбърн Сити       | Общо               | 4         | 2         | 0      | 0      | 0                      | 0                      | 0              | 0              | 4      | 2      |
| Ню Йорк Сити       | 2015               | 30        | 18        | 0      | 0      | 0                      | 0                      | 0              | 0              | 30     | 18     |
| Ню Йорк Сити       | 2016               | 35        | 23        | 0      | 0      | 0                      | 0                      | 0              | 0              | 35     | 23     |
| Ню Йорк Сити       | 2017               | 33        | 24        | 1      | 0      | 0                      | 0                      | 0              | 0              | 34     | 24     |
| Ню Йорк Сити       | 2018               | 25        | 15        | 1      | 0      | 0                      | 0                      | 0              | 0              | 27     | 15     |
| Ню Йорк Сити       | Общо               | 123       | 80        | 2      | 0      | 0                      | 0                      | 0              | 0              | 125    | 80     |
| Висел Кобе         | 2019               | 28        | 13        | 1      | 0      | 0                      | 0                      | 0              | 0              | 29     | 13     |
| Висел Кобе         | Общо               | 28        | 13        | 1      | 0      | 0                      | 0                      | 0              | 0              | 29     | 13     |
| Общо за кариерата3 | Общо за кариерата3 | 587       | 319       | 47     | 18     | 83                     | 28                     | 11             | 3              | 728    | 368    |

1Континенталните турнири включват Шампионска лига, Лига Европа, Купа на УЕФА и Купа Интертото

2Други турнири включват Суперкупа на Испания, Суперкупа на Европа, Световно клубно първенство и плейофи в МЛС

3Не включва мачовете, изиграни за дублиращия отбор на Спортинг Хихон

### Национален отбор
| Испания | Испания | Испания |
| Сезон   | Мачове  | Голове  |
| ------- | ------- | ------- |
| 2005    | 4       | 1       |
| 2006    | 14      | 8       |
| 2007    | 10      | 3       |
| 2008    | 13      | 12      |
| 2009    | 13      | 11      |
| 2010    | 16      | 9       |
| 2011    | 12      | 7       |
| 2012    | 3       | 2       |
| 2013    | 10      | 3       |
| 2014    | 2       | 3       |
| 2015    | 0       | 0       |
| 2016    | 0       | 0       |
| 2017    | 1       | 0       |
| Общо    | 98      | 59      |

### Голов коефициент
| Общо за кариерата | Общо за кариерата | Общо за кариерата | Общо за кариерата |
| Отбор             | Мачове            | Голове            | Голове на мач     |
| ----------------- | ----------------- | ----------------- | ----------------- |
| Клубни отбори1    | 728               | 368               | 0,51              |
| Испания           | 098               | 059               | 0,6               |
| Общо              | 826               | 427               | 0,52              |

1Не включва мачовете, изиграни за дублиращия отбор на Спортинг Хихон

## Успехи

### Реал Сарагоса
- Купа на Kраля – 1 (2004)
- Суперкупа на Испания – 1 (2004)

### Валенсия
- Купа на Kраля – 1 (2008)

### Барселона
- Шампионска лига – 1 (2011)
- Суперкупа на Европа – 1 (2011)
- Световно клубно първенство – 1 (2011)
- Примера Дивисион – 2 (2011, 2013)
- Купа на Kраля – 1 (2012)
- Суперкупа на Испания – 2 (2010, 2011)

### Атлетико Мадрид
- Примера Дивисион – 1 (2014)

### Висел Кобе
- Купа на Императора – 1 (2019)

### Испания
- Световно първенство – 1 (2010)
- Европейско първенство – 2 (2008, 2012)

### Индивидуални
- Отбор на годината на ФИФА – 1 (2010)
- Отбор на годината на УЕФА – 1 (2010)
- Най-добър испанец в Ла Лига – 1 (2006)
- Най-резултатен испанец в Ла Лига – 4 (2006, 2007, 2009, 2010)
- Голмайстор на Валенсия – 5 (2006, 2007, 2008, 2009, 2010)
- Най-много асистенции в Примера Дивисион – 1 (2007)
- Идеален отбор на Световното първенство – 1 (2010)
- Сребърна обувка на Световното първенство – 1 (2010)
- Бронзова топка на Световното първенство – 1 (2010)
- Идеален отбор на Купата на конфедерациите – 1 (2009)
- Златна обувка на Европейското първенство – 1 (2008)
- Идеален отбор на Европейското първенство – 1 (2008)
- Спортист на годината – 1 (2010)
- Награда на Астурия за успехи – 1 (2010)

### Рекорди
- Най-много голове за националния отбор на Испания за всички времена: 59
- Най-много голове за националния отбор на Испания на Световни първенства: 9
- Най-много голове, отбелязани на едно Световно първенство (от испански национал): 5
- Най-много голове, отбелязани в един сезон (2008 – 09) (от испански национал): 13
- Най-дълга серия от мачове с вкаран гол (от испански национал): 6
- Най-бърз хеттрик в Премиера дивизион с Валенсия за 6 минути